# 美しい里 美里町
「美しい里 美里町」（うつくしいさと みさとまち）は、日本の熊本県下益城郡美里町が制定した町歌である。作詞・寺西章、作曲・出田敬三。

## 解説
2004年（平成16年）に中央町と砥用町の合併により成立した美里町の町歌である。旧2町では砥用町が「砥用町の歌」を制定していたが中央町は町民音頭の作成のみに留まっており、宇城東部二町合併協議会で新町名を「美里町」としたことに合わせ「町歌・宣言・キャッチフレーズについては新町において新たに調整する」と取り決められたため、両町の町歌や音頭は（それぞれの「地域の歌」としても）合併後に引き継がれることなく廃止された。
その後、2024年（令和6年）の合併20周年記念事業として協議会で取り決められながらも先延ばしとなっていた町歌を制定することになり、歌詞の懸賞募集を実施した。応募総数37篇から採用された入選作は富山県からの応募で表題が「わが町 美里町」とされていたが、作曲を依頼された平成音楽大学学長の出田が「〈みさと〉は響きがいい。漢字も美しい里だからこれを強調したい」と言う意見を提示したことにより「美しい里 美里町」へ改題されている。
合併20周年記念式典に先立って町内にある中央・砥用の2中学校生徒によりレコーディングが行われ、11月1日の式典で発表された。